# 15050 Heddal
15050 Heddal este un asteroid din centura principală de asteroizi.

## Descriere
15050 Heddal este un asteroid din centura principală de asteroizi. A fost descoperit pe 12 decembrie 1998 la Mérida de Orlando A. Naranjo Villarroel. Asteroidul prezintă o orbită caracterizată de o semiaxă mare de 3,20 ua, o excentricitate de 0,13 și o înclinație de 3,9° în raport cu ecliptica.